# Курильск
Кури́льск (до 1947 — Сяна, яп. 紗那村) — город на острове Итуруп. Административный центр Курильского городского округа Сахалинской области России.
Население — 2537 чел. (2023 год), один из самых малонаселённых городов России.

## География
Город расположен на острове Итуруп (Курильские острова), в устье реки Курилки, на берегу Курильского залива Охотского моря. Основной род занятий местного населения (города и посёлков-спутников) — рыболовство, рыбоводство и рыбообработка. В нескольких километрах от Курильска находится морской порт (расположен в селе Китовом), а порт траулерного флота — в посёлке Рейдово, рыбозавод по воспроизводству горбуши, сейсмическая станция, метеостанция, станция предупреждения о появлении цунами, краеведческий музей. В 56 км от Курильска находится аэропорт «Буревестник», с которого осуществляется воздушное сообщение с Южно-Сахалинском. 22 сентября 2014 года на острове открыт аэропорт гражданского пользования «Итуруп». Утром 22 сентября туда был совершён первый рейс авиакомпании «Аврора» из Южно-Сахалинска. В ближайшем времени аэропорт будет принимать рейсы только из Южно-Сахалинска, но в будущем планируются рейсы из Приморья, Хабаровского края и Магаданской области, а также международные.

## История

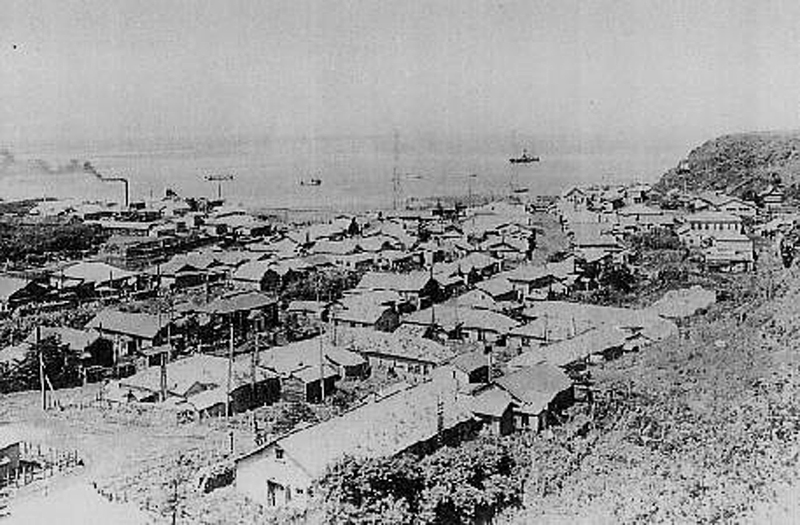
Село Сяна в начале эпохи Сёва. Сельская больница на переднем плане, рыбопромысловая фабрика «Эторофу» сзади слева и радиобашня почтового отделения в центре. В домах стоят радиоприёмные антенны. Приёмник был батарейного типа.

Поселение было основано в конце XVIII века русскими землепроходцами на месте поселения коренных жителей айнов, существовавшего со II тысячелетия н. э. Селение на момент прихода русских землепроходцев называлось Шана, в буквальном переводе с айнского «большое селение в нижнем течении реки». В 1800 году без объявления войны занят японскими войсками.
18 мая 1807 года у берегов Итурупа появились русские трёхмачтовое судно «Юнона» под командованием Николая Хвостова и тендер «Авось» под командованием мичмана Давыдова. 20 мая ими был атакован японский гарнизон-поселение, располагавшийся примерно на территории современного Курильска (в то время Сяна) — самое крупное поселение японцев на Итурупе. Склады японских купцов и промышленников были разграблены, а само поселение — сожжено.
В 1855 году Итуруп отошёл к Японии по Симодскому договору в составе Южных Курил. С 1855 года Сяна относилась к японскому губернаторству Мацумаэ, переименованному в 1869 году в Хоккайдо.
В 1939 году губернаторство Хоккайдо учредило в поселении Сяна о-ва Эторофу группу по исследованиям Чисимских (Курильских) островов. 74 сотрудника приступили к комплексным исследованиям северных Курил и сбору сведений для хозяйственного освоения архипелага.
В 1945 году Сяна была взята Красной армией и включена в состав СССР. В 1947 году Сяна получила русское название Курильск в рамках кампании по ликвидации японских названий.

## Население
| 1959  | 1970  | 1979  | 1989  | 1996  | 1998  | 2000  | 2001  | 2002  |
| ----- | ----- | ----- | ----- | ----- | ----- | ----- | ----- | ----- |
| 1533  | ↘1159 | ↗1582 | ↗2699 | ↘2400 | ↘2200 | ↘2100 | →2100 | ↗2233 |
| 2005  | 2006  | 2007  | 2008  | 2009  | 2010  | 2011  | 2012  | 2013  |
| ↘2100 | ↘2000 | ↘1900 | ↘1800 | ↘1719 | ↗2070 | ↘2062 | ↘1961 | ↘1890 |
| 2014  | 2015  | 2016  | 2017  | 2018  | 2019  | 2020  | 2021  | 2023  |
| ↘1757 | ↘1670 | ↘1646 | ↘1547 | ↗1607 | ↘1591 | ↘1519 | ↗2530 | ↗2537 |

На 1 января 2025 года по численности населения город находился на 1112-м месте из 1124 городов Российской Федерации.
Национальный состав

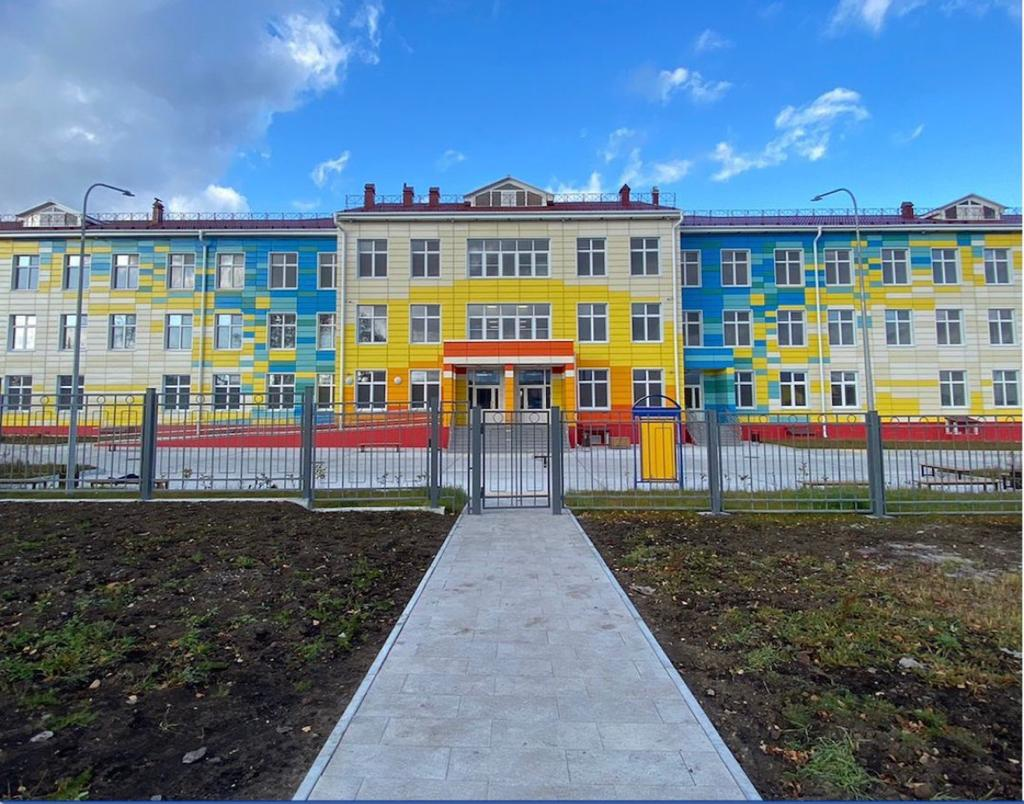
Новая школа в с. Рейдово Курильского района, остров Итуруп

По данным переписи 2002 года 83,2 % — русские, 9,2 % — украинцы, 1,5 % — татары, 1,3 % — белорусы, 0,7 % — башкиры, 4,0 % — другие.

## Климат
Климат в Курильске умеренно-холодный. Количество осадков в течение года значительное, даже в сухие месяцы.
- Среднегодовая температура воздуха — 4,6 °C
- Относительная влажность воздуха — 74,7 %
- Средняя скорость ветра — 6,9 м/с

| Показатель                                                  | Янв.  | Фев.  | Март  | Апр.  | Май  | Июнь | Июль | Авг. | Сен. | Окт. | Нояб. | Дек. | Год   |
| ----------------------------------------------------------- | ----- | ----- | ----- | ----- | ---- | ---- | ---- | ---- | ---- | ---- | ----- | ---- | ----- |
| Абсолютный максимум, °C                                     | 7,6   | 16,8  | 16,2  | 21,6  | 27,4 | 28,0 | 31,9 | 31,9 | 29,2 | 24,7 | 19,5  | 13,4 | 31,9  |
| Средний суточный максимум, °C                               | −2,3  | −3,3  | −0,9  | 3,9   | 8,0  | 11,7 | 16,1 | 18,8 | 16,2 | 12,0 | 6,4   | 1,0  | 7,5   |
| Средняя температура, °C                                     | −5,3  | −6,6  | −3,9  | 1,3   | 5,2  | 9,3  | 14,0 | 16,7 | 13,9 | 9,3  | 3,5   | −1,9 | 4,6   |
| Средний суточный минимум, °C                                | −8,2  | −9,8  | −6,9  | −1,3  | 2,4  | 7,0  | 12,0 | 14,6 | 11,7 | 6,7  | 0,6   | −4,7 | 2,0   |
| Абсолютный минимум, °C                                      | −20,8 | −27,4 | −25,9 | −16,1 | −6,5 | −3   | −0,8 | 1,0  | −1   | −4,5 | −9,4  | −17  | −27,4 |
| Норма осадков, мм                                           | 66    | 52    | 73    | 96    | 124  | 108  | 110  | 135  | 172  | 154  | 118   | 87   | 1295  |
| Источник: Климат Курильска, Абсолютные минимумы и максимумы |       |       |       |       |      |      |      |      |      |      |       |      |       |

| Показатель              | Янв. | Фев. | Март | Апр. | Май | Июнь | Июль | Авг. | Сен. | Окт. | Нояб. | Дек. | Год  |
| ----------------------- | ---- | ---- | ---- | ---- | --- | ---- | ---- | ---- | ---- | ---- | ----- | ---- | ---- |
| Средняя температура, °C | −4,3 | −5,8 | −3,3 | 1,7  | 6,0 | 9,5  | 13,3 | 16,0 | 13,8 | 9,4  | 3,8   | −1,3 | 4,9  |
| Норма осадков, мм       | 104  | 68   | 83   | 77   | 71  | 51   | 90   | 107  | 122  | 132  | 132   | 116  | 1153 |
| Температура воды, °C    | 0,7  | −0,6 | −0,3 | 0,9  | 3,1 | 6,2  | 9,4  | 13,4 | 14,0 | 11,7 | 7,7   | 3,6  | 5,8  |
| Источник: .             |      |      |      |      |     |      |      |      |      |      |       |      |      |

| Показатель              | Янв. | Фев. | Март | Апр. | Май | Июнь | Июль | Авг. | Сен. | Окт. | Нояб. | Дек. | Год  |
| ----------------------- | ---- | ---- | ---- | ---- | --- | ---- | ---- | ---- | ---- | ---- | ----- | ---- | ---- |
| Средняя температура, °C | −4,8 | −6,2 | −3,7 | 1,5  | 5,9 | 9,3  | 13,4 | 15,7 | 13,5 | 9,1  | 3,5   | −1,4 | 4,6  |
| Норма осадков, мм       | 98   | 65   | 77   | 75   | 73  | 60   | 88   | 98   | 131  | 134  | 128   | 107  | 1135 |
| Источник: weatherbase   |      |      |      |      |     |      |      |      |      |      |       |      |      |

## Транспорт
30 апреля 2015 года открылся первый маршрут общественного транспорта в истории города и округа:
- автобус 111 — «г. Курильск — с. Рейдово»[31].

Позже открылись ещё два маршрута автобуса:
- 513 — «г. Курильск — с. Горное» и
- 515 — «с. Горячие Ключи — Аэропорт Итуруп».

Все они являются одновременно и городскими и пригородными и обслуживаются МУП «Жилкомсервис», которое также оказывает услуги в сфере ЖКХ (такое совмещение необычно для организации, работающей в транспортной сфере общественного транспорта).

Планируется открытие и других маршрутов.

## Предупреждение цунами
В результате выполнения в 2006-2010 гг мероприятий федеральной программы организована опорная широкополосная цифровая сейсмическая станция службы предупреждения о цунами «Южно-Сахалинск», которая состоит из центральной станции и четырёх выносных пунктов на удалении от 30 до 70 км от ЦС (в Северо-Курильске, Курильске, Южно-Курильске и Малокурильском).